# U-466
Unterseeboot 466 foi um submarino alemão do Tipo VIIC, pertencente a Kriegsmarine que atuou durante a Segunda Guerra Mundial.

## Comandantes
| Comandante            | Data                                       |
| --------------------- | ------------------------------------------ |
| Kptlt. Gerhard Thäter | 17 de junho de 1942 - 19 de agosto de 1944 |

## Subordinação
Durante o seu tempo de serviço, esteve subordinado às seguintes flotilhas:
| Período                                      | Flotilha                                   |
| -------------------------------------------- | ------------------------------------------ |
| 17 de junho de 1942 - 31 de dezembro de 1942 | 5. Unterseebootsflottille (treinamento)    |
| 1 de janeiro de 1943 - 31 de março de 1944   | 3. Unterseebootsflottille (serviço ativo)  |
| 1 de abril de 1944 - 19 de agosto de 1944    | 29. Unterseebootsflottille (serviço ativo) |

## Operações conjuntas de ataque
O U-466 participou das seguinte operações de ataque combinado durante a sua carreira:
- Rudeltaktik Haudegen (26 de janeiro de 1943 - 29 de janeiro de 1943)
- Rudeltaktik Amsel (22 de abril de 1943 - 3 de maio de 1943)
- Rudeltaktik Amsel 4 (3 de maio de 1943 - 6 de maio de 1943)
- Rudeltaktik Rhein (7 de maio de 1943 - 10 de maio de 1943)
- Rudeltaktik Elbe 2 (10 de maio de 1943 - 13 de maio de 1943)
- Rudeltaktik Schill (25 de outubro de 1943 - 10 de novembro de 1943)